# Giuseppe Mascardi
Giuseppe Mascardi (vers 1540-1586) est un juriste Italien.

## Biographie
Né à Sarzana, dans la république de Gênes, et fils et frère de jurisconsultes habiles, associa les études de cette profession aux devoirs de l’état ecclésiastique, qu’il avait embrassé. Successivement vicaire-général de saint Charles Borromée, l’illustre archevêque de Milan, et revêtu du même caractère à Naples, à Padoue et à Plaisance, il remplit avec une ardeur infatigable les intervalles de ses fonctions par la composition du grand ouvrage auquel il dut sa célébrité, et qui parut à Turin en 1624 ; sous le titre de Conclusiones omnium probationum, quae in utroque foro quotidie versantur, cum additionibus Joannis Alojsii Riccii, canonici Neapolitani, et Barlol. Nigri, 3 vol. in-fol. Cette théorie de la preuve en matière civile, criminelle et canonique, rebute par l’immensité des détails auxquels est descendu l’auteur, mais resserrée dans ce qu’elle a d’important par une main exercée, elle serait au nombre des traités les plus usuels de la jurisprudence. C’est ce qu’avait senti Leibniz, à qui les longs ouvrages ne faisaient pas peur. Dans sa Nouvelle Méthode pour étudier et enseigner la jurisprudence, il met sur la même ligne le livre de Mascardi et celui de Menochio sur les présomptions, et il les qualifie de traités qui manquent au complément de la science. Quoiqu’il ait été fait un abrégé du premier par Jodocus Stimpel, Leipzig, 1677,in-4°, et Cologne, 1685, in-4°, on doit regretter que Leibniz lui-même ait laissé sans exécution son projet de reproduire, sous une forme abrégée, la substance de ces deux productions importantes. Mascardi survécut peu à l’achèvement de son livre. Protonotaire apostolique et coadjuteur de l’église d’Ajaccio, il mourut dans sa ville natale, en se rendant à Rome pour solliciter une bulle d’institution d’évêché dans la première de ces villes.